# 14th Tennessee Infantry
Quatorzième régiment d'infanterie du Tennessee
Pour les articles homonymes, voir 14e régiment.
Le 14th Tennessee Infantry (quatorzième régiment d'infanterie du Tennessee) est une unité de l'armée des États confédérés pendant la guerre de Sécession. Il est l'un des rares régiments occidentaux qui combattent au sein de l'armée de Virginie du Nord sur le théâtre oriental ; participant à la plupart des grandes batailles menées par Robert E. Lee.

## Service
Le 14th Tennessee est organisé au camp Duncan près de Clarksville en mai 1861  par le colonel William A. Forbes. Pratiquement à ce moment, il reçoit des ordres le transférant sur le théâtre de Virginie sur lequel le régiment restera pour la durée de la guerre et il sert avec distinction dans l'armée de Virginie du Nord, jusqu'à sa capitulation.
Le régiment sert dans la célèbre « brigade du Tennessee » de James J. Archer affectée dans la division légère d'A. P. Hill. Les hommes de Hill obtiennent une réputation dure pou faire des contre-attaques critiques, préservant les victoires confédérées à Cedar Mountain, lors de la seconde bataille de Bull Run et à celle d'Antietam. À Manassas, le colonel Forbes est blessé mortellement et remplacé par William McComb ; qui deviendra brigadier général en 1865. Le 14th Tennessee a combattu à Seven Pines, Mechanicsville, Shepherdstown, Chantilly, Harper's Ferry, Glendale, Fredericksburg et Chancellorsville. Lors de cette dernière, la brigade capture l'essentiel les hauteurs de Hazel Grove, forçant la droite de l'Union à se replier sur son centre et permettant à Lee de réunir ses forces divisées.
Gettysburg détruit presque entièrement le 14th Tennessee et la brigade d'Archer. Le premier jour de la bataille, le long du Willoughby Run, la fameuse brigade de fer de l'Union tourne le flanc d'Archer qui est sans soutien. Son commandement recule dans une grande confusion. Le 14th Tennessee, commande par le lieutenant colonel James W. Lockert, vient juste de dévaster le 2nd Wisconsin avec une volée à courte portée, quand il découvre qu'il est seul et exposé sur la droite et sur l'arrière. À l'aide de la protection des bois de Herbst, le 14th Tennessee retraite en bon ordre. Après une journée de repos, Lee affecte les restes de la brigade au brigadier général Johnston Pettigrew pour rejoindre la division de Virginie de Pickett pour une attaque contre le centre de l'Union. Ce qui reste de la brigade d'Archer forme maintenant la charnière entre les hommes de Pettigrew et de Pickett. Ensemble, ils forment une  ligne de bataille de plus de 10 000 hommes, qui s'étend sur presque un mille de large. Les hommes de Tennessee s'alignent sur la gauche de Pickett et s'avancent sur l'Angle à côté des Virginians épars. Longtemps avant qu'aucun atteigne le mur, le feu de l'Union déciment les hommes. Un témoin oculaire, décrivant les hommes d'Archer hommes, écrit :

« Chaque drapeau de la brigade à l'exception d'un a été capturé près ou dans les ouvrages de l'ennemi. Le 1st Tennessee a eu 3 porteurs des couleurs abattus, le dernier était dans les ouvrages, et le drapeau a été capturé. Le 13th Alabama en a perdu 3 de la même façon, le dernier a été abattu dans les ouvrages. Le 14th Tennessee en a eu quatre abattus, le dernier sur les ouvrages de l'ennemi. Le 7th Tennessee a perdu 3 porte-drapeaux, dont le dernier était dans les ouvrages de l'ennemi, et le drapeau a été sauvée par le capitaine Norris quittant l'état-major et le ramenant sous son manteau. Le 5th Alabama Battalion a perdu son drapeau sur les ouvrages de l'ennemi. »

Le 14th Tennessee Infantry est parmi les premières unités sur les lignes de l'Union et un grand nombre de ses hommes sont capturés. Perdant plus de 58 pour cent des hommes engagés lors de la bataille ; à peine 100 hommes réforment le régiment sur le lendemain.
Malgré ses pertes, le 14th Tennessee et le reste de la brigade continue de servir dans la division de Heth du troisième corps. Le régiment gagne d'autres honneurs à son actif au cours de son service à Hoke's Run, à Bristoe Station, à Mine Run, à la Wilderness, à Spotsylvania, à Cold Harbor, à Petersburg, à Globe Tavern, à Weldon Railroad, Ream's Station, à Boydton Plank Road et à Hatcher's Run. Il se rend avec le reste de l'armée à Appomattox, le 9 avril 1865. Un total de près de 1000 officiers et soldats qui ont servi dans le 14th Tennessee, seulement 40 sont présents lors de la reddition.